# Ménesqueville
Ménesqueville település Franciaországban, Eure megyében. Lakosainak száma 478 fő (2022. január 1.). Ménesqueville Charleval, Rosay-sur-Lieure, Touffreville és Val d'Orger községekkel határos.

## Népesség
A település népességének változása:
| Lakosok száma | 355  | 387  | 358  | 397  | 456  | 468  | 465  | 467  | 465  | 478  |
|               | 1968 | 1982 | 1990 | 2006 | 2013 | 2015 | 2017 | 2019 | 2020 | 2022 |